# Digital Divide Data
Digital Divide Data (DDD) — американское социальное предприятие, базирующееся в Нью-Йорке. Компания поставляет высококачественный цифровой контент, данные и исследования клиентам во всём мире (среди самых известных — Стэнфордский университет, Гарвардская школа бизнеса, Reader's Digest, Daily News и Ancestry.com). Инновационная социальная модель, разработанная и внедренная Digital Divide Data в 2001 году (сорсинг воздействия или социально ответственный аутсорсинг), позволяет талантливой молодёжи из бедных семей получить доступ к высокооплачиваемой работе. Теперь эту модель применяют у себя десятки компаний по всему миру.
В 2003 году DDD получил премию за рыночное развитие от Всемирного банка, в 2005 году компания была описана в бестселлере Томаса Фридмана «The World Is Flat: A Brief History of The Twenty-first Century», в 2008 году DDD получил премию за социальное предпринимательство от Фонда Сколла.

## История
В начале 2001 года нынешний соучредитель и генеральный директор DDD Джереми Хокенштейн поехал в Камбоджу и был поражён царившей в стране бедностью. При наличии большого числа компьютерных школ и колледжей в Камбодже практически отсутствовали рабочие места для студентов, получивших высшее образование. Хокенштейн собрал группу друзей, которые видели возможность для развития бизнеса и применения индийской модели аутсорсинга в Юго-Восточной Азии, что могло обеспечить рабочие места и способствовать развитию региона. Вскоре группа возвратилась в Камбоджу и основала в Пномпене небольшой офис Digital Divide Data. Первым клиентом компании была газета спортивной команды Harvard Crimson, в 2002 году клиентами Digital Divide Data стали университет Тафтса и камбоджийский сотовый оператор Mobitel.
В 2004 году компания открыла офисы во Вьентьяне (Лаос) и Баттамбанге, в 2011 году — в Найроби (Кения). В 2006 году Digital Divide Data подписал контракт на оцифровку библиотеки Йельского университета, в 2007 году компания открывает офис в Нью-Йорке и получает грант от Швейцарского агентства развития и сотрудничества. В 2009 году Фонд Рокфеллера финансирует исследование о рентабельности выхода на рынок Африки, а Cisco Systems предоставляет оборудование для расширения сети.
В 2010 году Digital Divide Data получает техническую поддержку от Microsoft и Google, а также становится партнёром шотландской компании Brightsolid по оцифровке газетного архива Британской библиотеки. В 2012 году число сотрудников компании превышает 1 тыс. человек, в 2014 году DDD открывает свой первый американский центр, предоставляя рабочие места жёнам военных и ветеранам. В настоящее время Digital Divide Data управляет несколькими региональными офисами и штаб-квартирой в Нью-Йорке, в которых работает более 1 200 сотрудников (в 2012 году офис в Баттамбанге слился с пномпеньским офисом). Компания является одним из крупнейших технологических работодателей в Камбодже и Лаосе.

## Социальная модель
Инновационная рабоче-учебная программа, которая является ядром социального предприятия DDD, позволяет молодым людям из бедных семей получить опыт работы и доступ к высшему образованию. DDD принимает на работу выпускников средних школ, включая молодёжь с ограниченными возможностями. Участники программы работают около 36 часов в неделю, предоставляя услуги цифрового контента клиентам компании. После однолетнего испытательного периода они имеют право на стипендию, которая позволит им получить университетское образование. После поступления в университет участники программы продолжают работать по удобному для них графику. С 2001 года программа DDD позволила получить образование 2 тыс. молодых людей и предоставила работу более 1,5 тыс. людей. Выпускники DDD зарабатывают в четыре раза больше, чем среднегодовой доход в Камбодже и Лаосе.